# Фанфары любви
«Фанфары любви» (нем.: Fanfaren der Liebe) — западно-германская чёрно-белая музыкальная комедия 1951 года режиссёра Курта Хоффманна.
Малоизвестный немецкий музыкальный фильм, по сюжету ремейк французского фильма «Любовные фанфары» 1935 года, и тот же сюжет, был использован в качестве сценарной основы, существенно изменённой, для ныне всемирно известной американской картины «В джазе только девушки» 1959 года, режиссёр которой Билли Уайлдер назвал немецкий фильм: «очень малобюджетная, очень третьесортная немецкая картина».
В 1953 году вышло продолжение немецкого фильма — «Фанфары брака» (аналога которого нет ни у французов, ни у американцев), сиквел был снят другим режиссёром, по оригинальному сценарию, но с теми же актёрами в главных ролях.

## Сюжет
Музыканты Ханс (бас) и Петер (фортепиано) ищут хоть какой-нибудь работы. Они узнают, что в оркестр женской часовни Цикламен ищут музыкантов, но женщин. Переодевшись в женское, назвав себя Ханси и Петра, они устраиваются в оркестр. Дирижер оркестра Лидия д’Эсте, которая зорко следит чтобы у её подопечных дам не было историй с мужчинами. Пока оркестр играет в часовне, трудностей у Ханса и Петера не возникает. Но вскоре оркестр отправляют в турне с капеллой. И им становится всё труднее сохранять маскировку. Кроме того, владелец отеля преследует их своими ухаживаниями. К тому же Ханс влюбляются в певицу Габи, а Петер в дирижера Лидию. После череды комических ситуаций обман вскрывается, и в конце концов заканчивается двойной свадьбой.

## В ролях
В главных ролях:
- Дитер Борше — Ганс Мертенс
- Георг Томалла — Петер
- Инге Эггер — Габи

В остальных ролях:
- Грета Вайзер — Лидия Д’Эсте
- Оскар Зима — Халлингер
- Илзе Петри — Сабина
- Беппо Брем — Боксер
- Ганс Фитц — Фридрих
- Урсула Траун — Анетта
- Виктор Африч — парикмахер
- Михль Ланг — портье отеля Брунхубер
- Вальтер Киаулен — метрдотель

## Музыка
Музыку написал композитор Франц Гроте, исполнение симфонического оркестра Курту Граунке, а также капеллы Макса Грегера, песню исполнила певица Кари Барнет.

## Прокат в СССР
Фильм вышел в советский кинопрокат 7 сентября 1958 года, был выпущен тиражом 1012 копий, в кинопрокате СССР занял 14-ю строчку, его посмотрели 25 800 000 зрителей.
Однако, реальная цифра зрителей гораздо меньше — это объясняется тем, что кинопрокатчики по несколько раз «крутили» фильм, что вызвало сатирическую заметку в журнале «Крокодил» и нашло отражение в художественной литературе — в повести В. Евтушенко девушки не пускают приехавшую в деревню кинопередвижку с этим фильмом, который «сто раз уже показывали».

Мы посетили десятки сел и рабочих поселков, и всюду нас встречали «Фанфары любви». Причем фанфары гремели не в первый, не во второй, а в четвертый и пятый раз. Несмотря на безостановочный гром фанфар, финансовый план трещал по всем швам. Неблагодарный зритель отсиживался дома, к удивлению прозорливцев из кинопроката.— журнал «Крокодил», 1960
Выпущенный в период «оттепели», фильм характеризуется как низкопробный западный фильм закупленный (по причине ряда особенностей системы закупок зарубежных фильмов ВО «Совэкспортфильм») наряду с аргентинским фильмом «Жених для Лауры» и мексиканским фильмом «Любовное свидание», тоже выпущенных огромными тиражами — 1336 и 1234 копии.

Кинопрокатные организации руководствовались тем, что на «Фанфарах любви» они без труда выполняли кассовый план, так как зрители, привлеченные сенсационным названием картины, охотно шли в кино… Однако законы общественных оценок таковы, что «Фанфары любви» вскоре после своего выхода на экран канули в небытие…— С. А. Герасимов — О киноискусстве: очерк для молодежи. — М.: Молодая гвардия, 1960. — 143 с. — с. 85